# Livadia (Famagosta)
Livadia (in greco Λιβάδια ?; in turco: Sazlıköy)  è un villaggio della penisola del Karpas nel nord dell'isola mediterranea di Cipro, situato de iure nel distretto di Famagosta della Repubblica di Cipro e de facto nel Distretto di İskele della Repubblica Turca di Cipro del Nord. Anche prima del 1974 Livadia era popolatpopolata da turchi-ciprioti. 
Il villaggio nel 2011 aveva una popolazione di 44 abitanti.

## Geografia fisica
Sazlıköy si trova nella penisola del Karpas, quattro chilometri a sud-est di Komi Kebir (Büyükkonuk).

## Origine del nome
In greco il nome Livadia significa "prati". Nel 1958 i turchi ciprioti adottarono un nome turco alternativo, Sazlıköy. In turco Sazlıköy significa "villaggio con giunchi".

## Monumenti e luoghi di interesse

### Architetture religiose
Vicino al villaggio di Livadia, la chiesa ortodossa con pianta a croce inscritta della Panagia tis Kyras, costruita nel XII secolo, è stata saccheggiata e abbandonata dopo il 1974.

## Società

### Evoluzione demografica
Durante il periodo del dominio ottomano (1570/71-1878), si effettuavano censimenti allo scopo di riscuotere le tasse, come nel 1831, quando a Livadia furono censiti 43 capifamiglia turchi e 9 greci. Nel 1891 le autorità coloniali britanniche contarono 115 abitanti, di cui 89 erano considerati turchi e 26 greci. Nel 1901 c'erano 20 abitanti in meno, di cui 76 turchi e 19 greci. In seguito, il numero di turchi aumentò lentamente, mentre il numero di greco-ciprioti diminuì. Nel 1931 c'erano 116 turchi e quattro greci, nel 1946 nel villaggio vivevano solo 180 turchi ciprioti, nel 1960 diventati 191. Nel 1958 e nel 1964 il villaggio accolse turchi fuggiti, principalmente da Agios Theodoros/Çayırova e da Arnadi/Kuzucuk. Di questi, probabilmente nove vivevano ancora nel villaggio nel 1971, che all'epoca aveva forse 210 abitanti. Nel censimento del 1960 c'erano 191 turchi ciprioti, nel 1978 erano 165.
Sazlıköy, che era già abitata esclusivamente da turchi ciprioti prima della fine della Seconda Guerra Mondiale, accolse nuovamente rifugiati da altri villaggi tra il 1964 e il 1974, all'epoca dell'amministrazione turca di Cipro, quando faceva parte dell'enclave turca di Mehmetçik.
Da allora, i giovani del villaggio sono emigrati nelle città più grandi e all'estero, per cui la popolazione si è sempre più ridotta. Nel 2006 gli abitanti erano 96, ma nel 2011 erano diventati solo 44.